# سورو (دير)
سورو (بالفارسية: سورو) هي قرية تقع في منطقة حومة الريفية (Howmeh Rural District) في إيران. يقدر عدد سكانها بـ 67 نسمة بحسب إحصاء 2016.